# Lush Monsoon
Aishwarya Ayushmaan est un avocat indien, plus connu sous son nom de drag queen Lush Monsoon.

## Biographie

### Carrière
Aishwarya Ayushmaan commence le drag lors de ses études de droit, à la suite du visionnage de RuPaul's Drag Race. En raison de la criminalisation de l'homosexualité encore présente en Inde, il n'exerce son art que chez lui avec son ami la queen Kushboo, avant de participer à un concours international de drag en ligne,. Enthousiasmé par une prestation de Violet Chachki au Kitty Su, il performe pour la première fois avec son personnage de Lush Monsoon à New Delhi en 2017, lors du Delhi International Queer Theatre and Film Festival, donnant ensuite une interview à la presse qui lui sert de coming out. Sa première représentation est un lipsync sur I am what I am de Gloria Gaynor.
Avec Kushboo, ils développent la scène drag indienne, aidant notamment la queen Betta Naan Stop.
Il participe en 2023 au documentaire Rainbow Rishta qui présente plusieurs aspects de la communauté LGBTQIA+ indienne. Son but est notamment de produire des représentations queers positives, ayant grandit avec uniquement des représentations tragiques ou caricaturales.

### Inspirations
Son drag s'inspire de la culture indienne, en particulier des films de Bollywood et du théâtre Jatra.